# Isabelle Blume
Isabelle Blume, geboren als Isabelle Rachel Grégoire, (Baudour, 22 mei 1892 - Brussel, 12 maart 1975) was een Belgisch politica voor de POB en diens opvolger de PSB en later voor de PCB.

## Levensloop
Isabelle Grégoire was de dochter van een protestantse dominee. Haar moeder stamde af van een Vlaamse landbouwer die zich in de Borinage had gevestigd. Ze groeide op in een christelijke omgeving met internationalistische en socialistische invloeden.
In 1911 behaalde ze diploma van literair regentes in Luik, waarna ze een jaar lang theologie studeerde in Genève in Zwitserland. In 1913 huwde ze David Blume (1886-1959), een protestantse dominee en achtbare meester van de vrijmetselaarsloge Les Amis Philanthropes n° 2. Het echtpaar vestigde zich in Dour en werden de ouders van Jean Blume, van Alain Blume, kolonel van het Belgische vliegwezen en van Edith Blume die trouwde met een Goldschläger. 
Tijdens de Eerste Wereldoorlog was haar echtgenoot actief in het lokale afdeling van de Nationaal Hulp- en Voedingskomiteit en ondersteunde zij hem in sociaal en educatief werk. Na de oorlog trok Blume-Grégoire naar Brussel om er een opleiding tot maatschappelijk assistent te volgen. Ze kwam er voor het eerst in aanraking met de Arbeidershogeschool, een bolwerk van het Brusselse socialistische milieu. Voor ze in dat milieu terecht kwam, ging Blume-Grégoire in 1920 als lerares geschiedenis aan de slag in de protestantse Marronniers-school, die gefrequenteerd werd door kinderen uit de protestantse gemeenschap in de Belgische hoofdstad. Niet veel later braken zij en haar echtgenoot met de protestantse kerk, die zich kantte tegen de realisatie van sociale eisen zoals een werkdag van acht uur, gelijk loon naar gelijk werk voor vrouwen en moederschapsverlof.
In 1922 vestigde het echtpaar zich definitief in Brussel. Isabelle Blume-Grégoire integreerde zich in de wereld van het socialisme en werd enerzijds docente aan de Arbeidershogeschool en anderzijds medewerker op het secretariaat van de Centrale voor Arbeidersopvoeding. Ze werd onder de vleugels genomen door belangrijke socialistische figuren als Hendrik de Man, Arthur Jauniaux en Joseph Wauters, die haar overtuigden om zich aan te sluiten bij de Belgische Werkliedenpartij en haar opmars binnen de partij stimuleerden. Zo mocht ze editorialen schrijven in de socialistische krant Le Peuple, onder andere een resoluut pacifistisch stuk om de bezetting van het Ruhrgebied door Franse en Belgische troepen te veroordelen, en verdedigde ze de antimilitaristische koers van de partij. 
In 1928 besloot Blume-Grégoire haar professionele carrière volledig te wijten aan de politieke actie. Ze werd nationaal secretaris van het Nationaal Actiecomité der Socialistische Vrouwen en lid van de algemene raad van de Belgische Werkliedenpartij. In die hoedanigheid toonde ze zich als een vurige feministe die onverzettelijk streed voor de invoering van het vrouwenstemrecht en het recht op arbeid voor vrouwen. Daarnaast hield ze zich bezig met onderwerpen als de relatie tussen moeder en kind en de strijd tegen alcoholisme en voedsel- en lichamelijke hygiëne en organiseerde ze als leidinggevende van Les Vacances Ouvrières,  vakanties voor kinderen uit de arbeidersklasse. Ze toonde zich ook een groot voorstander van het Plan van de Arbeid van Hendrik de Man en nam actief deel aan de werkzaamheden van het Bureau voor Sociaal Onderzoek dat dat plan uitwerkte. Het Plan bood in haar ogen een perspectief om uit de economische crisis van de jaren '30 te geraken en de leefomstandigheden van de arbeiders te verbeteren. Eveneens sprak ze vaak op internationale evenementen, zoals in de Duitse steden Hamburg en Bremen, en maakte ze van dichtbij de onderdrukking van de Duitse arbeidersbeweging na de machtsovername door de nazisten mee. Ze waarschuwde al snel voor de gevaren van het nazisme en wist de ongerustheid bij de Socialistische Internationale mee aan te wakkeren. Hierdoor won Blume-Grégoire sterk aan invloed binnen de internationale afdeling van de BWP, waar ze op gelijke hoogte kwam te staan met figuren als Louis de Brouckère en Henri Rolin. Ook betrok ze de Socialistische Vrouwen bij de Internationale Vredescampagne, waarvoor ze zelf ook zeer actief was, met name als medeorganisator van het internationaal vredescongres in Brussel in september 1936.
Haar eerste uitvoerende politieke mandaat bekleedde Blume-Grégoire in 1932, toen ze verkozen werd tot gemeenteraadslid van Ukkel. Na een maand nam ze echter al ontslag. Voor de wetgevende verkiezingen van mei 1936 kreeg ze een verkiesbare plaats op de Kamerlijst van de BWP voor het arrondissement Brussel. Bij deze verkiezingen was Blume-Grégoire een van de twee vrouwelijke verkozenen in de Kamer, naast de communiste Alice Degeer-Adère. Daarmee trad het duo in de voetsporen van Lucie Dejardin, de eerste vrouwelijke volksvertegenwoordiger in de geschiedenis van België. Ze bleef Kamerlid tot in 1954.
Voor de oorlog verzette ze zich tegen de neutraliteitspolitiek van België die werd uitgedragen door haar partijgenoot, minister van Buitenlandse Zaken Paul-Henri Spaak, en tegen de 'autoritaire' zwenking binnen de Belgische Werkliedenpartij onder het voorzitterschap van Hendrik De Man, van wie ze steeds meer vervreemdde. Ze koos ook heel actief partij voor de republikeinen tijdens de Spaanse Burgeroorlog en bracht in september 1936 en februari 1937 een bezoek aan het land om haar solidariteit te betonen, humanitaire steun te bieden en het gebrek aan steun van de westerse mogendheden aan de kaak te stellen. Voorts ijverde ze voor de oprichting van een links volksfront met de communisten en pleitte ze als overtuigd antifasciste voor het opvangen van Duitse, Oostenrijkse en Joodse vluchtelingen. 
Haar antifascistische acties zorgden ervoor dat de kans groot was dat ze na de Duitse inval in België in mei 1940 het doelwit kon worden van represailles door de bezetter. Om die reden vluchtte ze op 25 juni 1940 naar Londen, samen met haar partijgenoten Camille Huysmans en Max Buset. Ze werkte samen met Huysmans en de liberale minister Marcel-Henri Jaspar mee aan een poging om een regering in ballingschap op te zetten, die door de geallieerden zou worden gesteund. De komst van vier ministers uit de regering-Pierlot IV naar Londen verhinderde dat plan evenwel, waarna Blume-Grégoire zich volledig engageerde voor de sociale dienst van de Belgische marine en de Belgische parlementaire diensten. Na de Bevrijding keerde ze in september 1944 terug naar Brussel en het jaar nadien zette ze zich in voor de vrijlating van Belgische gedeporteerden, waaronder haar eigen zoon Jean Blume. In mei 1945 maakte ze deel uit van een parlementaire delegatie die naar Duitsland reisde om bevrijde gevangenen te ontmoeten. 
Na het einde van de Tweede Wereldoorlog hervatte Blume-Grégoire haar politieke activiteiten. De volgende jaren slaagde ze erin om het vrouwenstemrecht doorgevoerd te krijgen en lag ze ook aan de basis van een wet die de reglementering van de prostitutie in België afschafte. In de Koningskwestie toonde ze zich dan weer een groot tegenstander van de terugkeer van koning Leopold III. Na het referendum over de Koningskwestie en de effectieve terugkeer van de koning, die uiteindelijk aftrad ten voordele van zijn zoon Boudewijn, stond ze op de eerste rij bij alle manifestaties tegen Leopold III. Ze veroorzaakte tumult door enkele toonbanken omver te werpen in een supermarkt, om deze tot een sluiting te dwingen. Haar parlementaire onschendbaarheid werd voor deze feiten opgeheven.
Als secretaris-generaal van het Nationaal Actiecomité der Socialistische Vrouwen legde Blume-Grégoire na de oorlog een onvermoeibare activiteit aan de dag. Ze blies de vrouwenwerking in de socialistische federaties nieuw leven in, organiseerde meetings en conferenties, schreef artikels, hield praatjes op de radio, breidde de contacten met zusterorganisaties in het buitenland uit, zette studiedagen op poten voor het Nationaal Actiecomité en de Socialistische Vooruitziende Vrouwen en was meermaals betrokken bij de organisatie van Internationale Vrouwendag. 
Op internationaal vlak schoof Blume-Grégoire op richting de Sovjet-Unie. Ze ijverde voor een vreedzame co-existentie tussen het westen en oosten, ijverde voor kernwapenontmanteling en verzette zich tegen elk idee van een westers blok. Ze was tegen internationale organisaties als de Benelux en de NAVO, kantte zich tegen het Marshallplan, verwierp resoluut een herbewapening van Duitsland en ten tijde van de Koreaanse Oorlog veroordeelde ze de interventie van de Verenigde Naties in het conflict, waarbij de instantie als een Amerikaans instrument bestempelde. Met haar visie kwam ze geïsoleerd te staan binnen de Belgische Socialistische Partij, die de naoorlogse politieke orde in het Westen onderschreef en iedere toenadering tot de Sovjet-Unie of de communisten afwees. In januari 1951 werd ze tot onvrede van haar partij gecoöpteerd in de communistische Wereldvredesraad. Nadat verzoeningsgesprekken waren mislukt, besliste het bureau van de PSB om Blume-Grégoire op 2 april 1951 uit de partij te stoten, vanwege haar "onkritische" houding tegenover de Sovjet-Unie. Deze beslissing werd een dag later bekrachtigd door de Algemene Raad van de partij, waarna Blume-Grégoire tot aan de verkiezingen van 1954 als onafhankelijke in de Kamer zetelde. In 1959 deed ze nog een poging om opnieuw lid van de PSB te worden, maar dit werd afgewezen, waarna ze in 1961 als onafhankelijke de lijstduwerspositie op de communistische lijst voor het arrondissement Bergen kreeg toegewezen. In 1964 sloot ze zich officieel aan bij de PCB en datzelfde jaar nog werd ze verkozen in het Centraal Comité van de partij. Ze werd voor de PCB verkozen tot gemeenteraadslid in Hornu, alwaar ze zetelde van 1965 tot 1970.
Vanwege haar engagement in de Wereldvredesraad en andere vredesinitiatieven vanuit het communistische kamp ontving ze in 1953 de Stalinprijs. Namens de Wereldvredesraad legde Blume-Grégoire contacten in Azië, Afrika en Latijns-Amerika. Van 1965 tot 1966 was ze een van de medevoorzitters van de organisatie en van 1966 tot 1969 enig voorzitter. Tijdens de jaren '60 werd ze echter kritischer op Moskou, ze steunde het Rode schisma met China niet en veroordeelde in 1968 de inval van het Warschaupact in Tsjechoslowakije, tijdens de Praagse Lente aldaar. Om die reden werd ze in 1969 tot ontslag gedwongen binnen de Wereldvredesraad. Tot aan haar overlijden in 1975 zou Blume-Grégoire nog geregeld naar landen met socialistische regimes reizen.
Haar kleindochter Marianne Blume, voormalige lerares Frans te Orp-le-Grand in het begin van de jaren 70, was ook leerkracht bij de Al-Azhar Universiteit in Gaza tussen 1995 en 2005 en bestuurslid van de Association belgo-palestinienne. In 2015 heeft ze de ceremonie veroordeeld waarop Elio Di Rupo haar grootmoeder postuum opnieuw bij de PS aangesloten heeft.

## Publicaties
- Dix femmes illustres, Brussel, 1932
- La Commune et nous, Brussel, 1938
- De la frontière du Laos à la rivière Ben'Hai, Hanoi, 1961